# 파뇨파뇨 디지캐럿
파뇨파뇨 디지캐럿은 디지캐럿 시리즈의 전편이다. 대한민국에서는 MBC에서 뽀뽀뽀의 한 코너로 방영되었다.

## 줄거리
데지코 공주가 책을 읽는 동안, 전세계 사람을 돕기 위해 "필요"하다는 것을 깨닫는다. 데지코는 푸치코를 데리고 성을 떠나려고 하지만, 데지코의 교사는 수업 시간이기 때문에 방해한다. 데지코는 레이저 눈 빔을 사용하여 성을 여러번 탈출하려고 시도하며, 매번 교사가 설정한 함정과 부속품으로 좌절한다. 

## 등장인물
데지코 - 행성 디지캐럿의 공주.
푸치코 - 데지코의 어린 동반자.
미케 - 미케는 "말괄량이"라고 할수도 있고, 소리를 지르는 경향이 있다.
린나 - 린나는 자신의 케이크 가게 주인이다.
피요코 - 데지 데빌을 위해 일하는 어린 소녀.
데지 데빌 - 데지 데빌의 임무는 분명히 "디지캐럿의 모든 사람들을 불행하게 만드는 것"이다. 
게마 - 게마는 둥글고 떠다니는 황색 생명체이다. 

## 주제가
오프닝
"Happy! Smile! Hello!"